# Корабен дневник
Корабен дневник или Вахтен дневник – един от основните документи на всеки по-голям плавателен съд. В по-стари източници е възможно да се срещне и под името корабен журнал (от руски).
В корабния дневник се описват всички подробности по отношение на неговата експлоатация. За удобство записите могат да се категоризират в 4 основни групи:
- преди началото на плаването - записва се общото състояние и снабдяване на кораба и неговата готовност за извършване на преход. Включва количеството натоварен товар, баласт, провизии, екипаж и др.

- по време на самото плаване - определената позиция на кораба през даден интервал от време, курсове и скорости които корабът е поддържал, метеорологичната обстановка и др.
- специални случаи изискващи запис - инциденти свързани със здравето и живота на пътниците и екипажа, технически проблеми касаещи мореходността на кораба, получени сигнали за бедствие и др.
- на котва или в пристанище - всички оперативни и административни действия касаещи безопасността и сигурността на кораба, пътниците и екипажа.

Това са основните неща, които се записват, като всяка администрация (на знамето на кораба) и всеки корабособственик (чрез компанията-мениджър) обикновено имат подробни правила за записите в корабния дневник.

## Нормативни изисквания към корабния дневник

### В България
Корабният дневник е задължителен документ за кораби под български флаг. Изискването е записано в "Наредба №5 за корабните документи" издадена от ИА Морска Администрация:
Корабният дневник отразява цялостната дейност на кораба и събитията, свързани с кораба и екипажа.

### В Международното морско право
Изискването за водене на корабен дневник е записано в "Международната конвенция за безопасност на човешкия живот на море" раздел 5, правило 28 - "Вписване на действия, свързани с корабоводенето".

## Юридическа стойност
При инциденти, например при сблъсък или корабокрушение, корабният дневник е основен документ, записите от който имат юридическа сила при съдебни спорове.
В търговската практика корабния дневник се използва като доказателство за виновност или невиновност на превозвача при възникване на спорове за повреди по товара или неговата гибел.

## Варианти
В последните години, с развитието на компютърната техника и навлизането ѝ по корабите, все по-често се обсъжда замяната на традиционния хартиен корабен дневник с електронен. Възможността за други средства за водене на записи, включително електронни, е посочена в резолюция А.916(22) на Международната Морска Организация (ИМО) приета на 29 ноември 2001 г.

## Други дневници на кораба
- Машинният дневник отразява работата по техническата експлоатация на корабната силова уредба, системите и устройствата и др.

- Радиодневник - за дейността на корабната радиостанция и настъпилите събития по начин, указан в дневника;
- Дневник за нефтените операции - вписват се извършените операции с горива и товари производни на нефта;
- Дневник за операции с корабни отпадъци - вписват се всички операции по предаване в пристанище или изхвърляне в морето на отпадъци;
- Дневник за баластните операции - всички извършени операции с баластни води;
- други дневници в зависимост от товара, предназначението на кораба и изискванията на администрацията на флага;